# クルト・リシュカ
クルト・リシュカ（Kurt Lischka、1909年8月16日 - 1989年5月16日）は、ナチス・ドイツの親衛隊の隊員。最終階級は親衛隊中佐。第二次世界大戦での占領下のパリにおけるゲシュタポ幹部である。

## 生涯
1942年フランスのユダヤ人の強制収容所移送の責任者であり、3万人を越えるユダヤ人の殺害を行った。
戦後、ドイツのケルンに在住し、当時、ドイツ国内に残留するナチス戦犯を取り締まる法律が未制定であったことから、実名を隠すことなくケルンに居住した。
セルジュ・クラルスフェルト、ベアテ・クラルスフェルトらを中心とするフランス在住のユダヤ人による戦争犯罪追及組織（ナチ・ハンター）は、路上での誘拐未遂事件を含めて幾度かリシュカのパリ移送を試みたが、移送の根拠となる法律がなかったために果たせなかった。その後の法整備により、1978年にドイツ警察によって逮捕されてケルンで裁判を受け、1980年に懲役10年の判決を下された。病気による釈放後に死亡した。